# Kertomichthys
Kertomichthys is een monotypisch geslacht van straalvinnige vissen uit de familie van slangalen (Ophichthidae).

## Soort
- Kertomichthys blastorhinos Kanazawa, 1963